# الفرس الخالدون

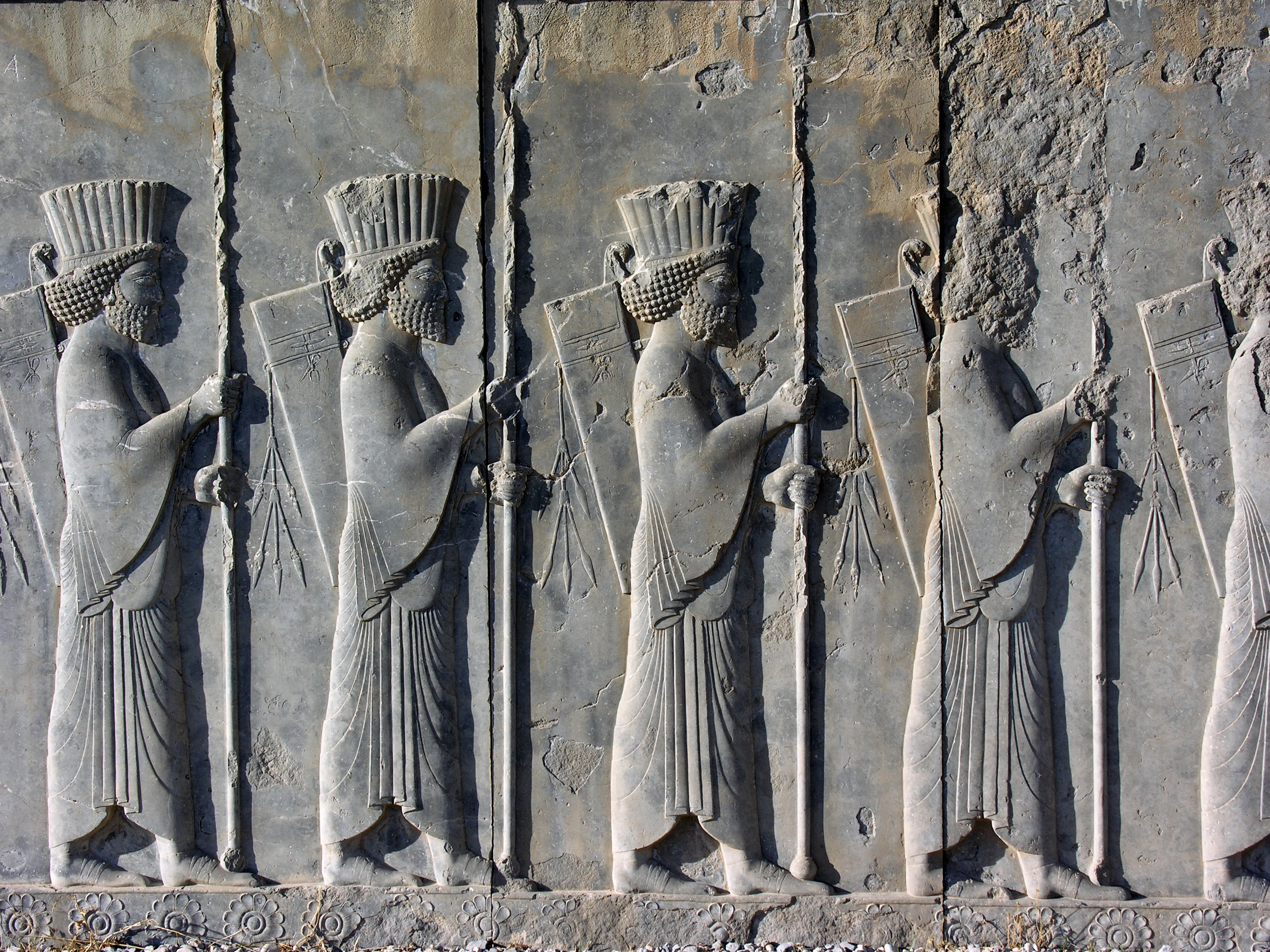
الفرس الخالدون

«الخالدون» (من اليونانية Ἀθάνατοι ، وكذلك يسمون «العشرة آلاف الخالدون» أو «الفرس الخالدون») هو اسم أطلقه هيرودوت على قوة خاصة من الجنود التي قاتلت لصالح الإمبراطورية الأخمينية. لعبت هذه القوة عدة أدوار مثل الحرس الإمبراطوري والجيش الدائم خلال توسع الإمبراطورية الفارسية وأثناء الحروب اليونانية الفارسية.
يصف هيرودوتس الخالدين بأنهم قوة مشاة ثقيلة كانت تحت قيادة الجنرال هيدارنس ودائما ما بقيت بقوة عشرة آلاف مقاتل. وزعم بأن اسم الوحدة أتى من عادتها بأن يستبدل أي محارب مريض أو مصاب إصابة خطيرة أو مقتول بواحد جديد على الفور، فيبقي تعداد الوحدة وتماسكها. على أن العديد من التفاصيل المتعلقة بها (من بينها الاسم الأصلي) تبقى مجهولة بسبب ضياع العديد من الوثائق التاريخية الأصلية.
كانت هذه الوحدة الخاصة تسمى «الخالدون» فقط في المصادر المستندة على هيرودوتس. وفي حين يوجد دليل على وجودهم في بلاد فارس، فهم لا يذكرون بهذا الاسم. ومن المحتمل أن هيرودوتس قد اختلط عليه الاسم "أنوشيا" (الرفاق) مع "أناوشا" (الخالدون)." على أن الباحث الألماني روديغر شميت ينتقد هذه الفرضية.

## التاريخ
لعب الخالدون دورا مهما في حملة قورش الكبير على الإمبراطورية البابلية الجديدة في عام 547 قبل الميلاد، وفي حملة قمبيز ضد مصر في عام 525 قبل الميلاد وحملة داريوس الكبرى ضد الممالك الحدودية الصغرى في غرب الهند (غرب البنجاب والسند، الآن في باكستان) وسكيثيا في 520 قبل الميلاد و513 قبل الميلاد. شارك الخالدون في معركة ترموبيل عام 480 قبل الميلاد، وكانت ضمن القوات الفارسية الغازية في اليونان عام 479 قبل الميلاد تحت حكم ماردونيوس.

## العتاد
يصف هيرودوتس تسليحهم كالتالي: دروع مجدولة، رماح قصيرة، سيوف أو خناجر كبيرة وقوس وسهم. تحت عباءاتهم لبسوا معاطف بتروس حرشفية. وكانت أثقال الرمح الموازنة للجندي العادي مصنوعة من الفضة؛ كانت رماح الضباط مثقلة بالذهب ليتم تمييز الرتب الشرفية. وكان الفوج يتبعه قافلة من العربات المغطاة والجمال والبغال التي نقلت تجهيزاتهم، بالإضافة إلى الجواري والمرافقين لخدمتهم؛ وحملت هذه القافلة تجهيزات خاصة من الغذاء الذي تم توفيره لهم خصيصا.
يعتقد أن الخالدين لبسوا على رؤووسهم التيجان الفارسية. ولا يعرف شكله الفعلي بالضبط، لكن بعض المصادر تصفها بأنها قبعة قماش أو لباد يمكن وضعها على الوجه لإبعاد الريح والغبار في السهول الفارسية القاحلة. تظهر الإفريزات المنحوتة والطوبات الملونة الباقية من الفترة الإخمينية بأن الخالدون كتنوا يلبسون عباءات مفصلة، وأقراط طوق ومجوهرات ذهبية، لكن يظهر بأن هذه الملابس والملحقات كانت تلبس فقط في المناسبات الشعائرية.

## التراث
أعاد الجيش الساساني لقب «الخالدين». ومن بين وحدات الجيش كانت أشهرها فرقة زايدان (الخالدون) وتعداها عشرة آلاف رجل، مثل أسلافهم الأخمينيين، وكانوا يختلفون بكونهم من الخيالة. مهمتهم بشكل رئيسي أن يؤمنوا أي اختراقات ويدخلون المعارك في المراحل الحاسمة.
أعيد لقب «الخالدون» مرتين في عهد الإمبراطورية البيزنطية، أولا كوحدة نخبة خيالة ثقيلة تحت حكم يوحنا زيمسكي (969 – 976) وبعد ذلك من قبل نكفوريتس، كبير وزراء الإمبراطور ميخائيل السابع (1071 – 1081)، كصميم الجيش الميداني المركزي الجديد، وذلك بعد الهزيمة المنكرة من قبل الأتراك السلاجقة في معركة ملاذكرد في 1071.
بعد عدة قرون لاحقة، خلال الحروب النابليونية، أشار الجنود الفرنسيون إلى حرس نابليون الإمبراطوري بلقب «الخالدون»."
تضمن الجيش الإيراني الحديث تحت حكم الشاه الأخير كل متطوعي حرس الجاويدان، المعروفون أيضا ب«الخالدين» على اسم الحرس الملكي الفارسي القديم. وكان مقر الخالدين يقع في ثكنات لاوزان في طهران. وبحلول العام 1978 شملت هذه القوة الخاصة لواء مكونا من 4,000 -5,000 رجل، وتضمنت كتيبة دبابات تشيفتن. بعد سقوط النظام الإمبراطوري في عام 1979 تم حل هذه الفرقة.

## في الثقافة الشعبية
كان سجل هيرودوتس عن نخبتين من المحاربين – الهوبليت الإسبرطيين والخالدون - وهما يواجهان بعضهما البعض في المعركة قد ألهم العديد من الاقتباسات عن المعارك، خصوصا بما يتعلق بالخالدين.
في فيلم العام 1962 «الإسبرطيون الثلاثمائة» يظهر الخالدون وهم يحملون رمحا وودرعا مجدولا مثل الخالدين الحقيقيين. لكنهم يظهرون وهم يرتدون زيا أسود وألوان داكنة أخرى، في مقابل الصورة التاريخية.
في قصة فرانك ميلر المصورة بعنوان 300 عام 1998، والفيلم الطويل عام 2007 المقتبس منه، يظهر الخالدون في صورة خيالية للغاية في معركة ثرموبيل. حيث يظهر الخالدون بأشكال شياطين ويرتدون أقنعة معدنية تشبه أقنعة الساموراي اليابانيين، ويحملون زوج سيوف تشبه سيوف الواكيزاشي اليابانية.
في وثائقي قناة هيستوري وقفة الثلاثمائة الأخيرة يظهر الخالدون أيضا كجزء من إعادة بناء معركة ثرموبيل. في هذه النسخة، يظهر التاج الذي اعتاد الخالدون على لبسه هنا كقناع أسود من القماش يغطي الوجه بالكامل وهو شفاف بما فيه الكفاية للرؤية من خلاله.

## وصلات خارجية
- monolith.dnsalias.org The Persian Immortals
- www.iranian.com The Guards of the Shahanshah, How to fight, carry weapons, ride horses and learn archery by Nabil Rastani, 27 October 2010
- Schmitt، Rüdiger (2004). "Immortals". Encyclopaedia Iranica. مؤرشف من الأصل في 2019-05-10.